# Yamoyden, a Tale of the Wars of King Philip

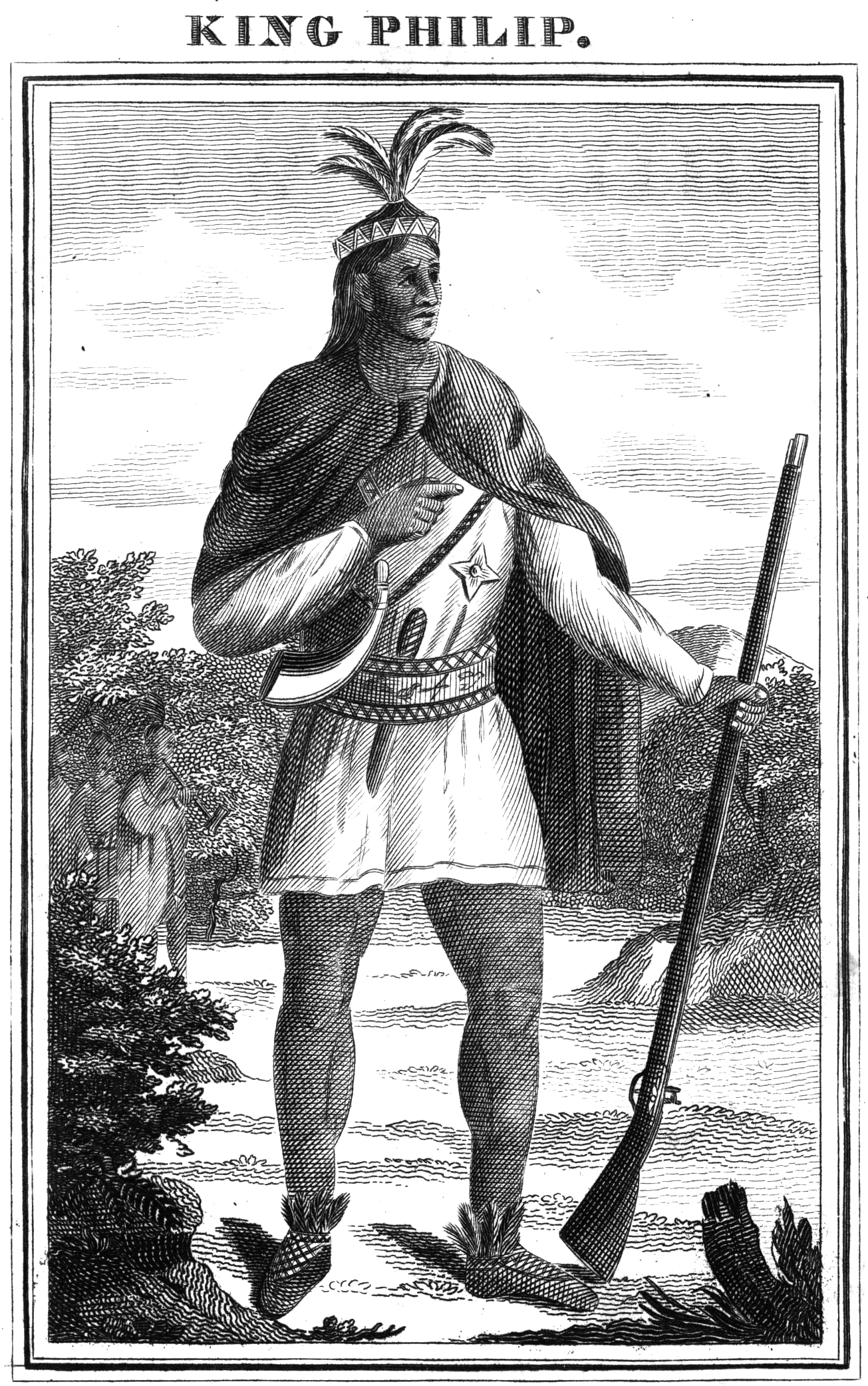
Metacom

Yamoyden, a Tale of the Wars of King Philip – amerykański epos napisany wspólnie przez Jamesa Wallisa Eastburna i Roberta Charlesa Sandsa. James Eastburn zmarł przed ukończeniem dzieła. Robert Sands zredagował poemat, napisał (dziewięciowersową strofą spenserowską), Proem, będący elegią na cześć przyjaciela i opublikował utwór w 1820.
Friend of my youth! with thee began the love
Of sacred song; the wont, in golden dreams,
Mid classic realms of splendours past to rove,
O'er haunted steep, and by immortal streams;
Where the blue wave, with sparkling bosom gleams
Round shores, the mind's eternal heritage,
For ever lit by memory's twilight beams;
Where the proud dead, that live in storied page,
Beckon, with awful port, to glory's earlier age.
Poemat składa się z sześciu pieśni. Opowiada o walkach osadników z Indianami. Jego tematem jest wojna z oddziałami dowodzonymi przez sachema (wodza) Metacoma, nazywanego popularnie "Królem Filipem". Konflikt miał miejsce w latach 1675-1676. Indiańskie powstanie przeciwko Europejczykom było ostatnią próbą wypędzenia przybyszy z południowej Nowej Anglii.